# Milower Land
Milower Land est une commune allemande de l'arrondissement du Pays de la Havel, Land de Brandebourg.

## Géographie
Milower Land se situe à la frontière avec la Saxe-Anhalt.
La commune comprend les quartiers de Bahnitz, Butzer, Großwudicke, Jerchel, Milow, Möthlitz, Nitzahn, Schmetzdorf, Vieritz et Zollchow.
| Schönhausen    | Schollene                         | Rathenow |
| Wust-Fischbeck | Milower Land                      | Premnitz |
| Jerichow       | Brandebourg-sur-la-Havel Bensdorf | Havelsee |

Milower Land se trouve sur la Bundesstraße 188 et la ligne de Berlin à Lehrte.

## Histoire
Milow est mentionné pour la première fois en 1144 dans un document de donation de Hartwig, comte de Stade, à l'archevêché de Magdebourg.
En 1754, Maurice d'Anhalt-Dessau fonde un domaine au sud de Milow. Se créent alors les villages de Leopoldsburg, Neu-Dessau et Wilhelminenthal par des colons calvinistes.
À la fin de la Seconde Guerre mondiale, trois citoyens de Milow, l'étudiant Pritzkow, l'agriculteur Fritz Ohm et le pasteur Paul Büchtemann font lever un drapeau blanc face au commandement SS, épargnant sa destruction violente par l'Armée rouge.
La commune actuelle est issue de la fusion en 1992 de Großwudicke, Milow, Nitzahn, Vieritz, Jerchel, Möthlitz, Bützer et Zollchow.

## Personnalités liées à la commune
- Daniel von Mukede, chanoine du XIIIe siècle.
- Gottfried von Katte (1789–1866), général prussien.
- Carl Andreas Julius Bolle (1832-1910), homme d'affaires
- Ernst Albert Altenkirch (1903-1980), homme politique est-allemand
- Gerhard Göschel (né en 1940), sculpteur